# Hrîplîn, raionul Ivano-Frankivsk, regiunea Ivano-Frankivsk
Hrîplîn (în ucraineană Хриплин) este o comună în orașul regional Ivano-Frankivsk, regiunea Ivano-Frankivsk, Ucraina, formată numai din satul de reședință.

## Demografie
Componența lingvistică a comunei Hrîplîn
     Ucraineană (99,47%)
     Alte limbi (0,48%)
Conform recensământului din 2001, majoritatea populației comunei Hrîplîn era vorbitoare de ucraineană (99,47%), existând în minoritate și vorbitori de alte limbi.